# Magredi di Tauriano
Magredi di Tauriano este o arie protejată (arie specială de conservare — SAC, sit de importanță comunitară — SCI) din Italia întinsă pe o suprafață de 369 ha, integral pe uscat.

## Localizare
Centrul sitului Magredi di Tauriano este situat la coordonatele 46°07′32″N 12°51′19″E / 46.1256°N 12.8553°E.

## Înființare
Situl Magredi di Tauriano a fost declarat sit de importanță comunitară în septembrie 1995 pentru a proteja 3 specii de plante și 11 specii de animale. Situl a fost protejat și ca arie specială de conservare în octombrie 2013.

## Biodiversitate
Situată în ecoregiunea continentală, aria protejată conține 2 habitate naturale: Galerii de Salix alba și de Populus alba, Pajiști uscate din regiunea submediteraneeană estică (Scorzoneratalia villosae).
La baza desemnării sitului se află mai multe specii protejate:
- plante (3): Brassica glabrescens, târtan (Crambe tataria), Gladiolus palustris
- păsări (8): ciuf de câmp (Asio flammeus), erete vânăt (Circus cyaneus), erete cenușiu (Circus pygargus), prepeliță (Coturnix coturnix), presură sură (Emberiza calandra), șoim călător (Falco peregrinus), sfrâncioc roșiatic (Lanius collurio), sfrânciocul cu frunte neagră (Lanius minor)
- amfibieni (1): Triturus carnifex
- mamifere (1): lupul (Canis lupus)
- nevertebrate (1): Euplagia quadripunctaria

Pe lângă speciile protejate, pe teritoriul sitului au mai fost identificate 3 specii de plante, 3 specii de amfibieni, 4 specii de reptile.